# Jordan Jansen
Jordan Jansen (Palm Beach, 12 maart 1998) is een Australische zanger.
In mei 2010 noemde Hollywoodlife.com Jansen "de nieuwste trots van Australië", dit na zijn optreden in Australia's Got Talent en hij online populair werd.
In 2011 tekende Jansen een contract bij het Amerikaanse platenlabel Kite Records van Toby Gad en het Australische label Sony Music Australia, met David Sonenberg als zijn manager. Eind 2014 zijn ze uit elkaar gegaan en sloot Jansen een nieuw contract bij Union Entertainment Group, Inc.
Jansen werd ook wel "de nieuwe Bieber" genaamd en heeft circa 750.000 volgers op Twitter en een groep toegewijde fans die zichzelf "Jordaneers" noemen.
In januari 2015 had zijn video van het nummer "Hallelujah" (oorspronkelijk van Leonard Cohen) ruim 4,8 miljoen views op YouTube.
Op 31 mei 2015 kwam de eerste Ep van Jansen uit genaamd Invincible.
| Album met eventuele hitnotering(en) in de Nederlandse Album Top 100 | Datum van verschijnen | Datum van binnenkomst | Hoogste positie | Aantal weken | Opmerkingen |
| ------------------------------------------------------------------- | --------------------- | --------------------- | --------------- | ------------ | ----------- |
| Invincible                                                          | 31-05-2016            |                       |                 |              | Ep          |